# Citronsiska
Citronsiska (Carduelis citrinella) är en liten fink som förekommer i bergstrakter i sydvästra Europa. IUCN kategoriserar den som livskraftig. Tidigare inkluderades även korsikansk siska (C. corsicana) i citronsiskan, men den urskiljs numera som egen art.

## Utseende och läten
Citronsiskan är en liten, 12 centimeter lång fink med spetsig näbb. Den relativt långa stjärten ger en slankare profil än grönsiskan. Fjäderdräkten kännetecknas av dubbla gulgröna vingband men olikt grönsiska mörk stjärt. Hanen är gulgrön i ansiktet samt på undersida och övergump. Nacke och halssida är askgrå och ryggen olivgrå. Honan är mattare och gråare med grått även på bröstet. Korsikansk siska, tidigare behandlad som underart, är mycket lik men har brun, streckad rygg, gult på undersidan och i ansiktet istället för gulgrönt samt gråa övre stjärttäckare, ej olivgröna.

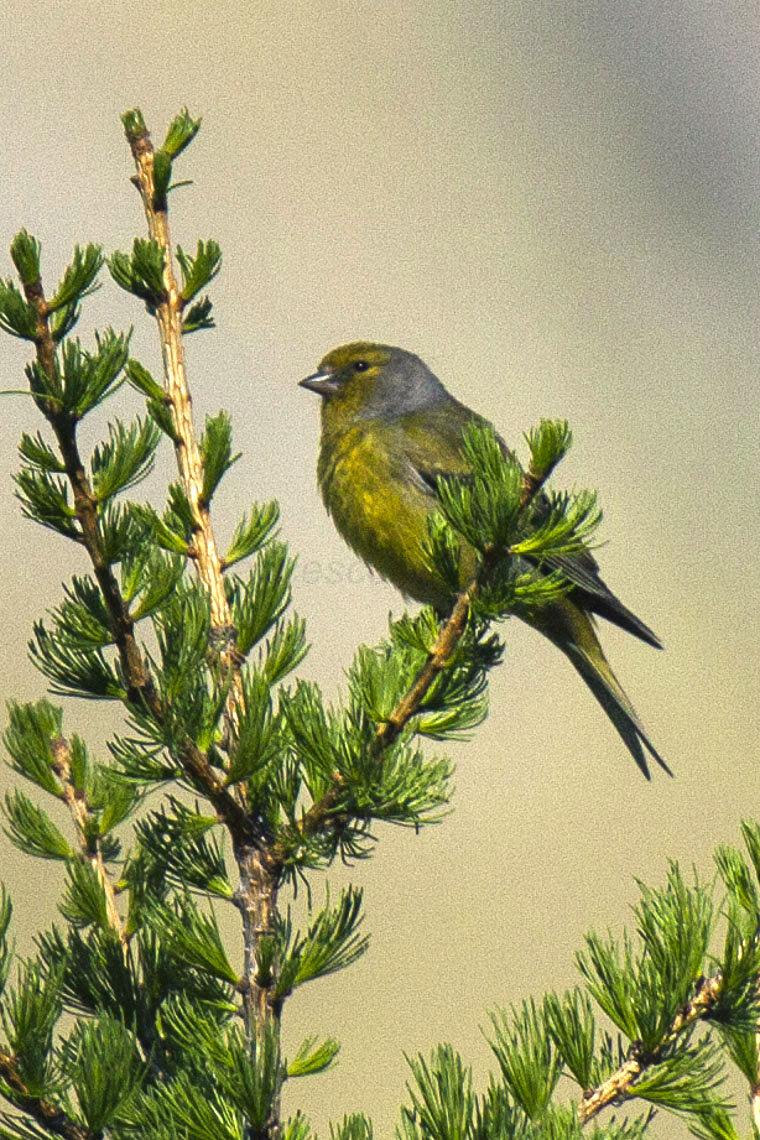

Den relativt korta och pauserade sången påminner om steglits med gråsiskelika surrande inslag. Locklätet är ett enstavigt "teh" som upprepas i flykten. Korsikanska siskan har lite spädare och nästan darrande lockläte, medan sången är längre, inte olik gärdsmyg.

## Utbredning och systematik
Citronsiskan förekommer i barrskogar i bergstrakter i södra Europa från Spanien till Alperna, och häckar som nordligast i Schwarzwald i Tyskland. Arten är en stannfågel som mycket sällan ses utanför utbredningsområdet, med en handfull fynd i Belgien och endast två i Storbritannien, 2008 och 2015. 17 maj 1995 ringmärktes en citronsiska i finska Kyrkslätt, men det bedömdes osäkert om den nått landet på naturlig väg. Dock gjordes ett återfynd av en grönsiska på samma lokal strax innan som ringmärkts strax norr om Rom i Italien.
Tidigare betraktades korsikansk siska (Carduelis corsicana) och citronsiska som samma art och vissa gör det fortfarande.

### Släktestillhörighet
Tidigare placerades citronsiskan tillsammans med till exempel gulhämpling i släktet Serinus. DNA-studier visar dock att citronsiskan står mycket nära steglitsen (C. carduelis) och bör därför placeras i släktet Carduelis.

## Levnadssätt
Till skillnad från dess mycket nära släkting korsikansk siska är citronsiskan bunden till barrskog och alpängar i bergstrakter. Den hittas från 700 meters höjd upp till trädgränsen. Fågeln är mestadels trädlevande men söker föda även på marken.

## Status och hot
Arten har ett stort utbredningsområde och en stor population, men tros minska i antal, dock inte tillräckligt kraftigt för att den ska betraktas som hotad. IUCN kategoriserar därför arten som livskraftig (LC). Världspopulationen uppskattas till mellan 250 000 och 283 000 par.